# Napomyza renovata
Napomyza renovata är en tvåvingeart som beskrevs av Spencer 1960. Napomyza renovata ingår i släktet Napomyza och familjen minerarflugor. Inga underarter finns listade i Catalogue of Life.